# Arco de Trajano (Mérida)
El conocido como Arco de Trajano de Mérida (España) es una puerta de acceso con arco monumental romano que recibe esta denominación debido a que en su momento se pensó que era un arco triunfal. El arco ha sido conocido tradicionalmente en la ciudad como «de Trajano», sin ningún fundamento que lo relacione con ese emperador. Desde el 13 de diciembre de 1912 está protegido como Bien de Interés Cultural y en 1993 la Unesco lo declaró Patrimonio de la Humanidad como parte del Conjunto arqueológico de Mérida.

## Descripción
Es un arco de medio punto que tiene una altura de unos quince metros, incluyendo los dos metros de su base que ahora quedan enterrados bajo el pavimento. La luz de su arco es de casi nueve metros y de un extremo al otro de sus contrafuertes cuenta con trece metros. El material empleado para su construcción fue el granito, con el que se recortaron de manera regular grandes sillares y dovelas de 1,4 m de altura. En origen estas piedras estaban recubiertas ornamentalmente con mármol, como parece indicar la serie de orificios que se aprecian en dovelas y sillares.

## Interpretación
El propósito de su creación, aunque ha sido objeto de diversas interpretaciones, fue el de establecer un hito significativo en la trama urbana de la ciudad romana, aspecto que viene definido a través del contenido de la forma del arco y de la grandiosidad de la escala con la que se proyectó. El hecho de que se haya perdido su revestimiento, y con él las inscripciones que pudieran documentarlo, hace muy difícil concretar el momento de su realización.
Según el trazado general de Mérida, desde el punto en que se encuentra el arco se puede seguir una alineación hasta el río Albarregas que marcaría el trazado del cardo máximo, una de las dos vías más importantes de la ciudad romana, lo cual parecen corroborar los restos de una importante cloaca localizados por el arqueólogo Manuel de Villena y Moziño en el siglo XVIII. Teniendo en cuenta esta situación, el arco de Trajano fue considerado como límite de esta vía, también como puerta monumental de entrada al supuesto primer recinto de la ciudad o posible arco triunfal, propuesta esta última que se ha repetido por la mayor similitud de este arco a los arcos de triunfo que a las puertas monumentales.
En las excavaciones arqueológicas en el entorno del arco se han encontrado algunos bronces, restos de escultura ornamental e inscripciones que hacen suponer la existencia de un segundo foro en Augusta Emerita, aparte del foro municipal bien conocido y ubicado en la confluencia del cardo y el decumano. Tendría carácter de foro provincial, el de la Lusitania de la que era capital Mérida, con su templo de culto imperial y edificios monumentales. El Arco de Trajano quedaría inserto en este conjunto urbano, en el cual cumpliría la función de elemento delimitador de espacios con distinto significado, al tiempo que constituiría la entrada monumental del gran espacio cerrado que sería este segundo foro de la ciudad.